# Zubieta (Navarra)
Zubieta ist eine spanische Gemeinde (municipio) in der Comunidad Foral de Navarra mit 290 Einwohnern (Stand: 2024). Neben dem Hauptort Zubieta gehören die Ortschaften Ameztia, Aurkidi, Azkota, Mendrasa und Sarekoa zur Gemeinde. 

## Lage
Zubieta liegt etwa 38 Kilometer nordnordwestlich von Pamplona (Iruna) in einer Höhe von ca. 205 m. 

## Sehenswürdigkeiten
- Kirche Mariä Himmelfahrt in Zubieta (Iglesia de Nuestra Señora de la Asunción)

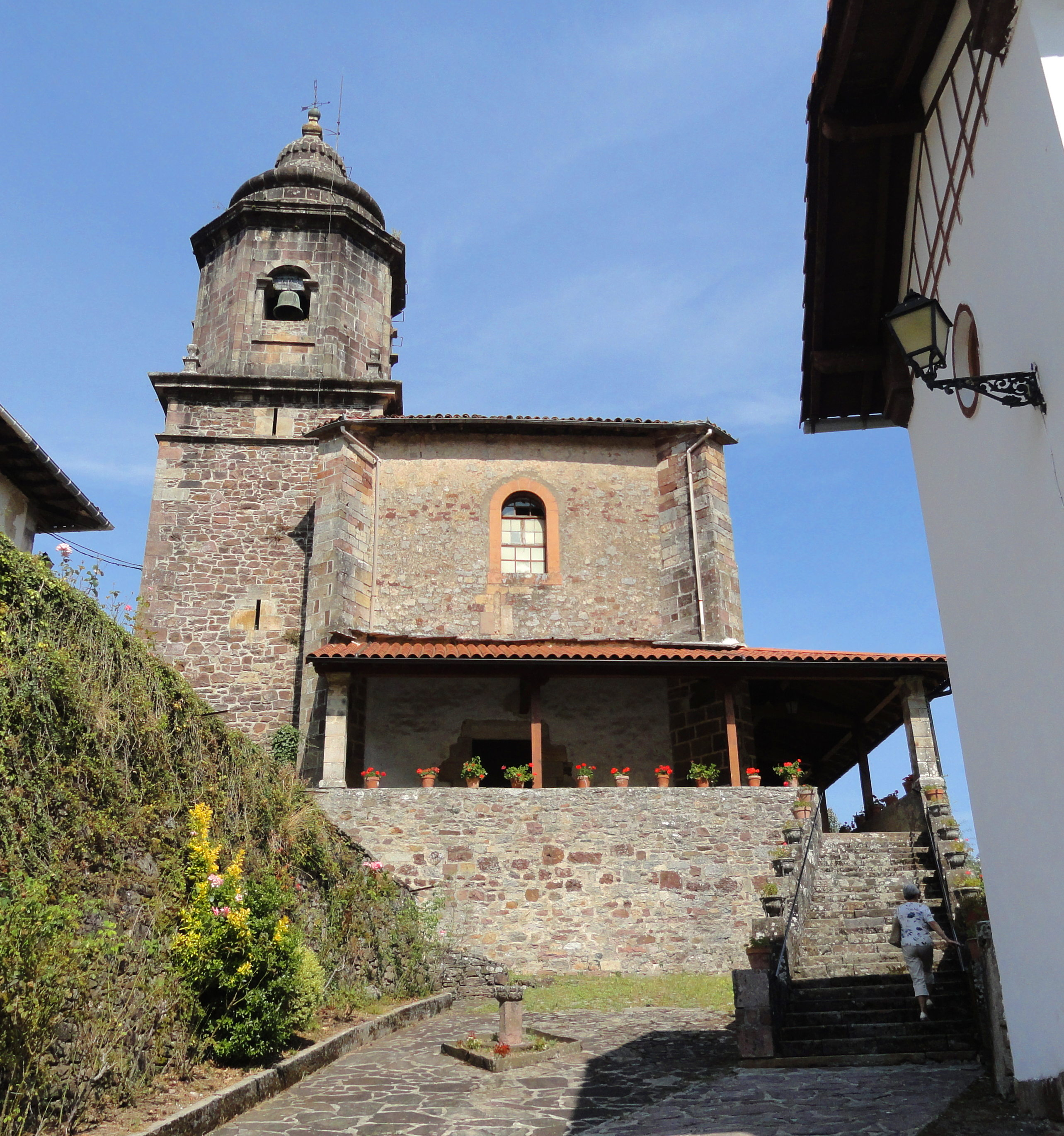
Kirche Maria Himmelfahrt